# El viento que arrasa (pel·lícula)
El viento que arrasa és una pel·lícula dramàtica argentina de 2023 dirigida per Paula Hernández. Es tracta de l'adaptació del llibre El viento que arrasa (2012) escrit per Selva Almada.
La pel·lícula va ser seleccionada per a participar en la secció Centrepiece en el Festival Internacional de Cinema de Toronto de 2023. Al seu torn va ser triada per a competir en la secció Horitzons Llatins en el Festival Internacional de Cinema de Sant Sebastià 2023.

## Argument
La Leni, una jove que ja té l'edat suficient per valer-se per si mateixa, viatja per Sud-amèrica amb el seu pare, el  reverent Pearson. Tot i que el reverend Pearson és un home de Déu i parla amb la gent sobre la seva fe, no parla gaire del seu passat. Quan la Leni pregunta per la seva mare, ell tampoc li diu res d'ella. Només sap que el seu pare té el cognom de la seva mare
Per un accident casual del seu vehicle ha de sojornar al taller de Gringo. En conèixer el seu fill, Tapioca, Pearson s'obsessiona en salvar la seva ànima. Aleshores Leni es planteja per primer cop deixar el seu pare i valer-se per si sola.

## Repartiment
- Alfredo Castro com a Reverendo Pearson
- Sergi López com a Gringo
- Almudena González com a Leni
- Joaquín Acebo com a Tapioca

## Premis i nominacions
| Premio/Festival de Cinema                         | Data de l'esdeveniment             | Categoria                    | Nominat                             | Resultat  | Ref.  |
| ------------------------------------------------- | ---------------------------------- | ---------------------------- | ----------------------------------- | --------- | ----- |
| Festival de Toronto                               | 7 de setembre al 17 de setembre    | Centrepiece                  | El viento que arrasa                | Nominat   | [ 1 ] |
| Festival Internacional de Cinema de Sant Sebastià | 22 de setembre al 30 de setembre   | Horizontes latinos           | El viento que arrasa                | Nominat   | [ 2 ] |
| Festival Internacional de Cinema de Tromsø        | 15 de gener al 21 de gener de 2024 | Premi Aurora                 | Paula Hernández                     | Nominat   | [ 3 ] |
| Festival de Cinema de Göteborg                    | 26 de gener al 4 de febrer de 2024 | Premi drac del jurat jovenil | Paula Hernández                     | Guanyador | [ 4 ] |
| Premis Martín Fierro de Cinema i Sèries           | 21 d'octubre de 2024               | Millor actor de drama        | Alfredo Castro                      | Nominat   | [ 5 ] |
| Premis Martín Fierro de Cinema i Sèries           | 21 d'octubre de 2024               | Millor fotografia            | Iván Gierasinchuk                   | Nominat   | [ 5 ] |
| Premis Cóndor de Plata                            | 20 de febrer de 2025               | Millor revelació femenina    | Almudena González                   | Guanyador | [ 6 ] |
| Premis Cóndor de Plata                            | 20 de febrer de 2025               | Millor guió adaptat          | Leonel D'Agostino i Paula Hernández | Guanyador | [ 6 ] |